# Liste de ponts d'Eure-et-Loir
Cette liste de ponts d'Eure-et-Loir présente les ponts remarquables de ce département français, situé en région Centre-Val de Loire. Cette liste n'est pas exhaustive.

## Liste de ponts d'Eure-et-Loir
| Photo | N° | Nom                                       | Commentaire                    | Longueur (mètres)  | Type                                       | Voie portée Voie franchie                           | Date                       | Localisation           | Département  | Référence                       |
| ----- | -- | ----------------------------------------- | ------------------------------ | ------------------ | ------------------------------------------ | --------------------------------------------------- | -------------------------- | ---------------------- | ------------ | ------------------------------- |
|       | 1  | Pont Saint-Père                           | En service                     |                    | Vouté Maçonnerie 4 travées                 | Rue de la Grenouillère Eure                         | XIVe siècle (probablement) | Chartres               | Eure-et-Loir | Structurae                      |
|       | 2  | Pont Saint-Hilaire                        | Inscrit MH (1925) · En service | 18,20              | Vouté Maçonnerie                           | Rue du Pont-Saint-Hilaire Eure                      | XIIe siècle                | Chartres               | Eure-et-Loir | Notice no PA00097016 Structurae |
|       | 3  | Pont Taillard                             | En service                     |                    | Vouté Maçonnerie 2 travées                 | Rue du Pont Taillard Eure                           | XVIe siècle                | Chartres               | Eure-et-Loir | Structurae                      |
|       | 4  | Pont Bouju, ou Pont de la Porte Guillaume | En service                     |                    | Vouté Maçonnerie 3 travées                 | Rue de la Porte Guillaume Eure                      | 1735                       | Chartres               | Eure-et-Loir | Structurae                      |
|       | 5  | Pont des Minimes                          | En service                     |                    | Vouté Maçonnerie 4 travées                 | Rue du Pont des Minimes Eure                        | XVIe siècle                | Chartres               | Eure-et-Loir | Structurae                      |
|       | 6  | Pont Saint-Thomas                         | Pont-piéton En service         |                    | Vouté Maçonnerie 2 travées                 | Rue du Pont Saint-Thomas Eure                       | 1722                       | Chartres               | Eure-et-Loir | Structurae                      |
|       | 7  | Pont du Massacre, ou Pont des Sept-Arches | En service                     |                    | Vouté Maçonnerie 7 travées                 | Rue du Pont du Massacre Eure                        | XVIe siècle (antérieur au) | Chartres               | Eure-et-Loir | Structurae                      |
|       | 8  | Pont de la Porte Morard                   | En service                     |                    | Vouté Maçonnerie 2 travées                 | Rue de la Porte Morard Eure (Grand Bouillon)        | XVIIIe siècle              | Chartres               | Eure-et-Loir | Structurae                      |
|       | 9  | Viaduc de Chartres                        | Hors service                   | 530 (hauteur 21,5) | Arc en plein cintre Maçonnerie 30 travées  | Ligne de Paris à Chartres par Gallardon Eure        | 1907-1913                  | Chartres               | Eure-et-Loir | Structurae                      |
|       | 10 | Viaduc de Chartres                        | En service                     |                    | Vouté Maçonnerie                           | Ligne de Paris-Montparnasse à Brest Eure            | 1849                       | Chartres               | Eure-et-Loir |                                 |
|       | 11 | Viaduc d'Oisème                           | Hors service                   |                    | Vouté Maçonnerie                           | Ligne de Paris à Chartres par Gallardon Roguenette  | 1907-1913                  | Oisème                 | Eure-et-Loir |                                 |
|       | 12 | Aqueduc de Maintenon                      | Inachevé                       | 955                | Arcs en plein cintre Maçonnerie 47 travées | Aqueduc de Maintenon Eure                           | 1688                       | Maintenon              | Eure-et-Loir | Notice no PA00097145 Structurae |
|       | 13 | Viaduc de Maintenon                       | En service                     |                    | Poutres 19 travées                         | Ligne de Paris-Montparnasse à Brest Canal de l'Eure | 1945                       | Maintenon              | Eure-et-Loir | Structurae                      |
|       | 14 | Pont de Noailles                          | Inscrit MH (1984) · En service |                    | Vouté Maçonnerie                           | Rue de Maintenon Ruisseau de Vacheresses            | 1756                       | Lormaye                | Eure-et-Loir | Notice no PA00097136            |
|       | 15 | Aqueduc de l'Avre                         | En service                     | 380                | Arcs en plein cintre Maçonnerie            | Aqueduc de l'Avre Eure                              | 1893                       | Montreuil              | Eure-et-Loir | Structurae                      |
|       | 16 | Pont de la Bellassière                    | Inscrit MH (1993) · En service |                    | Vouté Maçonnerie                           | Route départementale 310 Blaise                     | XVIIIe siècle              | Crécy-Couvé Saulnières | Eure-et-Loir | Notice no PA00125351            |
|       | 17 | Pont de l'Isle                            | En service                     |                    | Vouté Maçonnerie 2 travées                 | Route départementale 28.1 Loir                      | 1717                       | Montboissier           | Eure-et-Loir | Structurae                      |